# Hygrobiidae
Famille
Synonymes
- tribu des Hydrachnini Atkinson (d), 1891

Les Hygrobiidae sont une famille d'insectes coléoptères du sous-ordre des adéphages.

## Classification
La famille des Hygrobiidae est décrite en 1878 par l'entomologiste français Maurice Régimbart (1852-1907).
Selon Paleobiology Database, GBIF, BioLib et The Taxonomicon en 2023, le nom retenu pour cette famille est Hygrobiidae (Régimbart, 1878), bien que Pelobiidae (Erichson, 1837) aurait pu avoir la priorité. Néanmoins, le genre Hygrobia (Latreille, 1804) a la priorité sur Paelobius (Schoenherr, 1808) et Pelobius (Erichson, 1832),,,.

### Genre type
Selon Paleobiology Database en 2023, le genre type est Hygrobia.

### Fossiles
Cette famille a une collection de fossiles référencés, venant d'Allemagne, de l'espèce Pelobius cretzschmari, du Chattien de l'Oligocène supérieur soit de 28,4 à 23,03 Ma avant notre ère.

## Liste des genres
Selon BioLib en 2023, la famille est restée monotypique avec pour seul genre Hygrobia, qui a deux synonymes, Paelobius et Pelobius.

### Liste d'espèces
Selon BioLib en 2023, on recense six espèces actuelles et une fossile :
- Hygrobia australasiae (Clark, 1862)
- Hygrobia davidi Bedel, 1883
- Hygrobia hermanni (Fabricius, 1775)
- Hygrobia maculata Britton (d), 1981
- Hygrobia nigra (Clark, 1862)
- Hygrobia wattsi Lars Hendrich (d), 2001

### Espèce fossile
- †Hygrobia cretzschmari von Heyden & von Heyden, 1866